# Церква святого Архістратига Михаїла (Кути)
Церква святого Архистратига Михаїла — дерев'яна сакральна споруда в селі Кути Буського району Львівської області. Храм внесено до реєстру пам'яток архітектури національного значення під охоронним номером 409/1.

## Опис
Храм зведено за канонами народної архітектури галицької школи. Це дерев'яна тризрубна триверха церква, розмірами 13,3 м на 6,1 м. Складається з нави у вигляді квадратного центрального зрубу, до якого з західного боку примикає квадратний зруб бабинця, а зі східного гранований п'ятистінний зруб вівтарної частини храму. Центральний зруб перекритий чотирьохскатним шатром з трьома заломами, завершеним невеликим куполом. Бабинець критий чотирьохскатним шатром. Вівтар перекрито восьмиграним бароковим куполом з перехватом. Бічні зруби мають суттєво меншу висоту, ніж центральний. Стіни і верхи храму обшито ґонтом. По периметру споруду оточує аркадна галерея під опасанням. В інтер'єрі центральний зруб від бабинця відокремлює виріз у вигляді арки. Внутрішній простір нави відкритий до основи купола. На рівні другого залому встановлено хрестоподібні стяжки. Інтер'єри було прикрашено бароковою різьбою і настінним живиписом кінця XVII століття.

## Історія
Цекрву було побудовано у 1697 році теслею з Сасова Григорієм Гебичем. Протягом своєї історії вигляд храму декілька разів видозмінювався. Зокрема у 1865 році було добудовано аркадну галерею, а трохи пізніше з'явилась ризниця. У 1910-х і 1930-х роках в храмі було проведено декілька ремонтів, зокрема було замінено гонтове покриття стін на шалівку. У 1954 році гонтове покриття верхів було замінено бляхою.
У 1974 році храм попадає під опіку Українського Товариства охорони пам'яток історії та культури та Львівської картинної галереї. Того ж року було проведено реставраційні роботи під керівництвом Могитича І.Р., Старосольського І.В. та Дмитровича Л.М. Під час робіт було відновлено ґонтове покриття та аркаду-галерею, розібрано північну ризницю, відремонтовано інші конструкції. Тоді ж церкву було піднято і поставлено на кам'яний фундамент.
З плином часу та під дією природних факторів храм почав руйнуватися. У 2000 році церкву було пограбовано, після чого храм було закрито. У 2000-х роках церква перебувала в аварійному стані. У 2008 році з ініціативи студентів Університету банківської справи Національного банку України за безпосереднього сприяння тодішнього директора Львівської галереї мистецтв Бориса Возницького було проведено благодійну акцію «ІІІ Аукціон надій», завдяки якій протягом 2 років вдалось зібрати 220 тисяч гривень на реставрацію храму. Зібрані кошти було витрачено на перекриття даху церкви, встановлення протипожежної системи та обладнання сигналізації. Наступного року невеличку територію навколо храму було замощено бруківкою. Також до церкви було повернуто старий іконостас. Урочисте відкриття відновленого храму відбулося 26 вересня 2010 року. Перше богослужіння у відновленому храмі здійснив священик Української Православної Церкви Київського Патріархату, настоятель храму Собору Пресвятої Богородиці митр. прот. о. Степан Момоход. 
Зараз в церкві діє перший в Україні Храм пам'яті. На стінах церкви встановлено пам'ятні таблиці з іменами відомих кутівчан, Січових Стрільців, тих, кого радянською вдадою було засуджено і вивезено до сибірських таборів, а також місцевих мешканців, яких примусово вивезли до Німеччини в роки Другої світової війни.

## Дзвіниця
На захід від церкви розташовується дерев'яна дзвіниця, яку було зведено у XVIII столітті. Споруда є квадратною в плані одноярусною каркасною конструкцією з шатровим верхом. Дзвіниця разом з церквою утворює єдиний архітектурний ансамбль. Під час проведення реставраційних робіт в храмі дзвіницю відновлено не було. Зараз перебуває в стані руїни.
Дзвіницю внесено до реєстру пам'яток архітектури національного значення під охоронним номером 409/2.

## Світлини

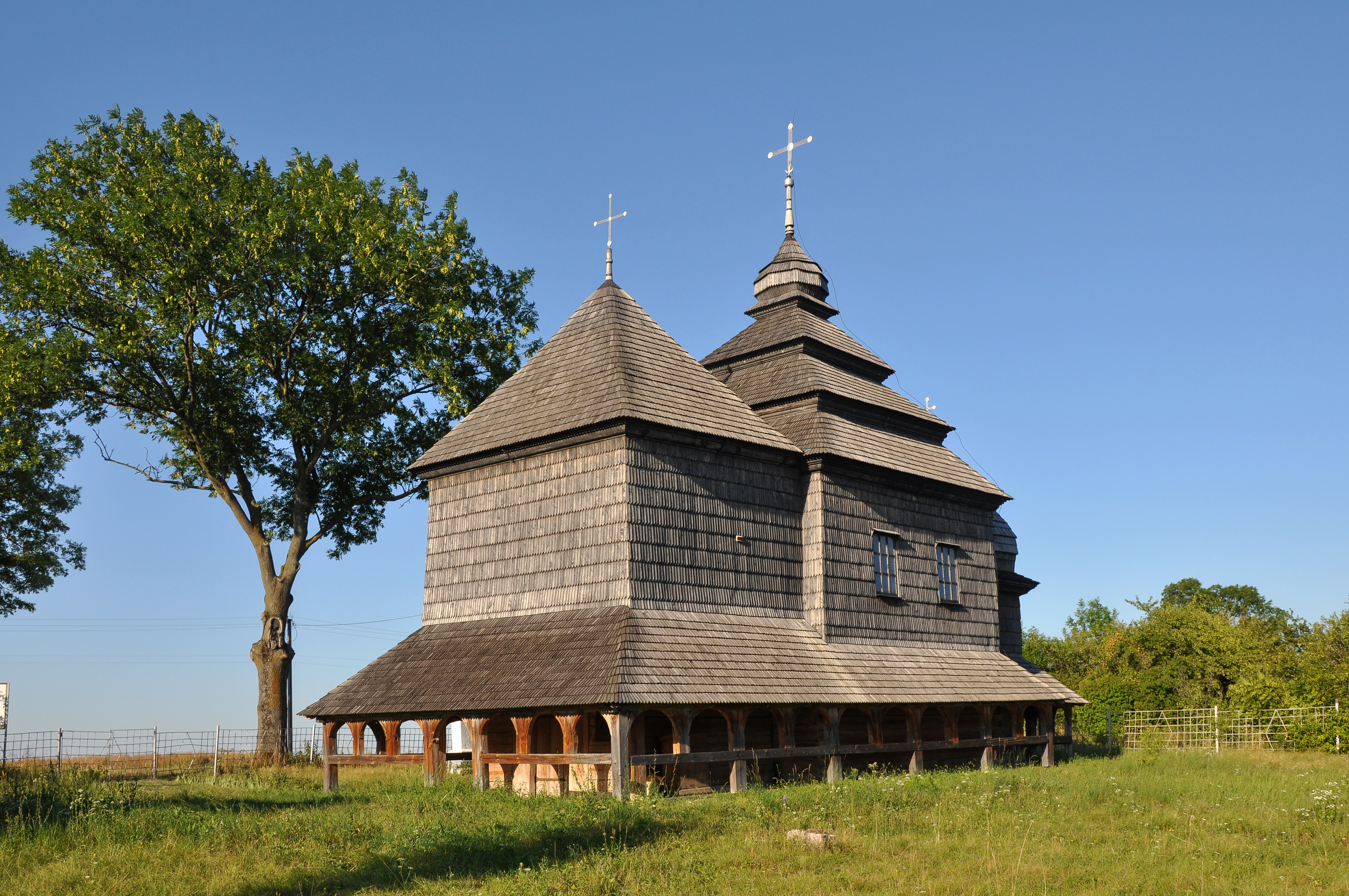
Вид на церкву з південного заходу
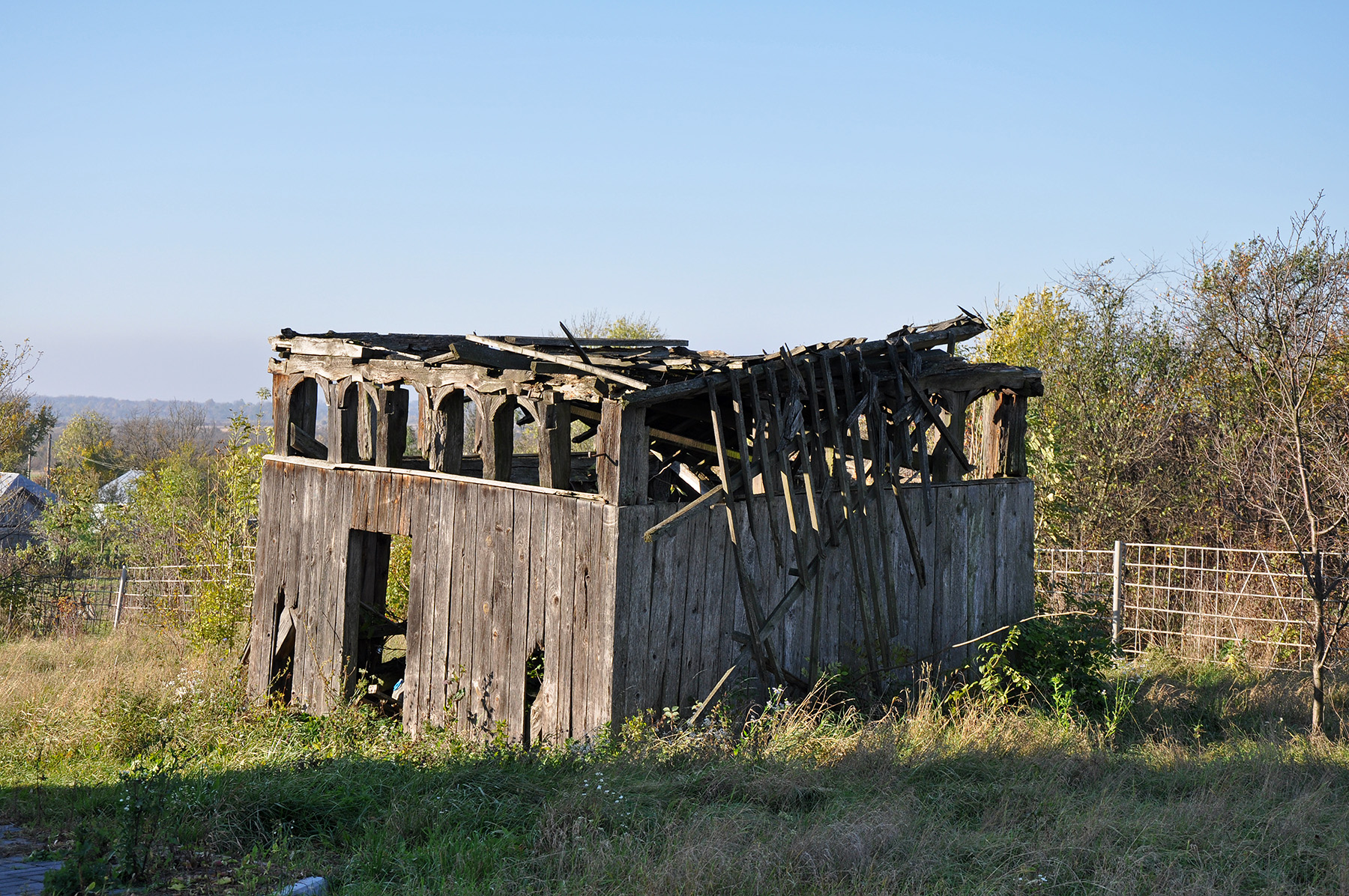
Вид дзвіницю з північного сходу
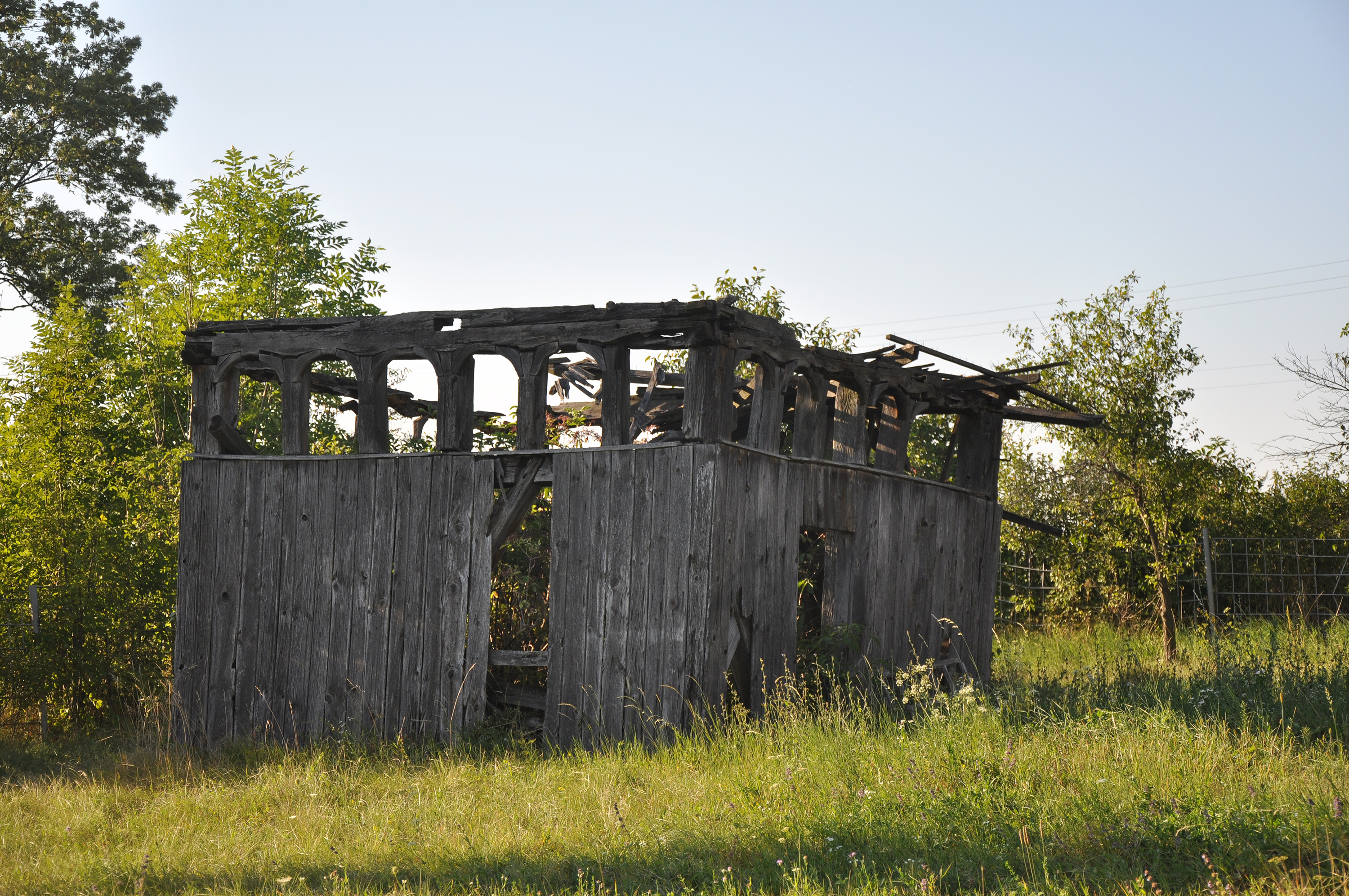
Вид дзвіницю з південного сходу